# Kristina Spiridonowa
Kristina Siergiejewna Spiridonowa (ros. Кристина Сергеевна Спиридонова; ur. 21 sierpnia 1998 w Ufie) – rosyjska narciarka dowolna, specjalizująca się w skokach akrobatycznych.

## Kariera
Pierwszy raz na arenie międzynarodowej pojawiła się 17 grudnia 2012 roku w Ruka, gdzie w zawodach Pucharu Europy zajęła dziewiąte miejsce w skokach akrobatycznych. W 2015 roku wystartowała na mistrzostwach świata juniorów w Valmalenco, zajmując dziewiąte miejsce. Podczas rozgrywanych rok później mistrzostw świata juniorów w Mińsku była szósta. W zawodach Pucharu Świata zadebiutowała 21 lutego 2015 roku w Moskwie, zajmując jedenaste miejsce w skokach. Tym samym już w swoim debiucie zdobyła pierwsze pucharowe punkty. Na podium zawodów pucharowych po raz pierwszy stanęła 14 stycznia 2017 roku w Lake Placid, zajmując trzecie miejsce. Wyprzedziły ją tam jedynie Ashley Caldwell z USA i Australijka Danielle Scott. W klasyfikacji generalnej sezonu 2016/2017 zajęła ostatecznie 28. miejsce, a w klasyfikacji skoków była siódma. Rok później zajęła trzecie miejsce w klasyfikacji skoków. W 2017 roku wystartowała na mistrzostwach świata w Sierra Nevada, zajmując dziewiąte miejsce. Podczas rozgrywanych rok później igrzysk olimpijskich w Pjongczangu była jedenasta.

## Osiągnięcia

### Igrzyska olimpijskie
| Miejsce | Dzień     | Rok  | Miejscowość | Konkurencja        | Zwyciężczyni  |
| ------- | --------- | ---- | ----------- | ------------------ | ------------- |
| 11.     | 16 lutego | 2018 | Pjongczang  | Skoki akrobatyczne | Hanna Huśkowa |

### Mistrzostwa świata
| Miejsce | Dzień    | Rok  | Miejscowość   | Konkurencja        | Zwyciężczyni    |
| ------- | -------- | ---- | ------------- | ------------------ | --------------- |
| 9.      | 10 marca | 2017 | Sierra Nevada | Skoki akrobatyczne | Ashley Caldwell |

### Puchar Świata

#### Miejsca w klasyfikacji generalnej
- sezon 2014/2015: 137.
- sezon 2015/2016: 150.
- sezon 2016/2017: 28.
- sezon 2017/2018: 20.

#### Miejsca na podium w zawodach
1. Lake Placid – 14 stycznia 2017 (skoki) – 3. miejsce
2. Secret Garden – 17 grudnia 2017 (skoki) – 3. miejsce